# Stereotype Be
Stereotype Be è l'album d'esordio come solista di Kevin Max, all'epoca membro dei DC Talk.

## Tracce
Musiche di Kevin Max.
Lato A
1. Return of the Singer – 4:21
2. Existence – 3:54
3. Shaping Space – 3:35
4. Union of the Soul – 4:22
5. The Secret Circle – 4:47
6. I Don't Belong – 3:22
7. Her Game – 4:10
8. Decostructing Venus – 6:30

## Formazione
- Kevin Max – voce